# Vera Myller
Vera Myller (San Petersburgo, 1 de diciembre de 1880 - 12 de diciembre de 1970) fue una matemática rusa que obtuvo su doctorado en Alemania con David Hilbert y se convirtió en la primera mujer profesora universitaria en Rumania.

## Educación
Vera Lebedev nació en San Petersburgo y se educó en Novgorod. Desde 1897 hasta 1902 participó en los Cursos Bestúzhev en San Petersburgo. Luego viajó a la Universidad de Gotinga, donde completó un doctorado en 1906 bajo la supervisión de David Hilbert. Su tesis doctoral fue Die Theorie der Integralgleichungen in Anwendungen auf einige Reihenentwickelungen, y se refería a ecuación integral.

## Matrimonio y carrera
En Göttingen, conoció al matemático rumano Alexander Myller. Se casó con él en 1907, regresó con él a la Universidad de Iași, y en 1910 se unió a la facultad de matemáticas allí. En 1918 fue ascendida a profesora titular, convirtiéndose en la primera mujer profesora de Rumania.

## Contribuciones
Escribió libros de texto en rumano sobre álgebra (1942) y aplicaciones algebraicas de teoría de grupo (1945), y ganó el Premio Estatal Rumano en 1953 por su texto de álgebra.